# Гюра
Гюра́ (фр. Gurat) — коммуна во Франции, находится в регионе Пуату — Шаранта. Департамент — Шаранта. Входит в состав кантона Вильбуа-Лавалет. Округ коммуны — Ангулем.
Код INSEE коммуны — 16162.
Коммуна расположена приблизительно в 420 км к юго-западу от Парижа, в 130 км южнее Пуатье, в 26 км к югу от Ангулема.

## Население
Население коммуны на 2008 год составляло 188 человек.
| 1962 | 1968 | 1975 | 1982 | 1990 | 1999 | 2008 |
| ---- | ---- | ---- | ---- | ---- | ---- | ---- |
| 324  | 261  | 216  | 234  | 210  | 184  | 188  |

## Администрация
| Период | Период | Фамилия         | Партия | Примечания |
| ------ | ------ | --------------- | ------ | ---------- |
| 2001   | 2008   | Ив Барбе-Массен |        |            |
| 2008   |        | Бернар Лагард   |        | пенсионер  |

## Экономика
В 2007 году среди 122 человек в трудоспособном возрасте (15—64 лет) 89 были экономически активными, 33 — неактивными (показатель активности — 73,0 %, в 1999 году было 74,4 %). Из 89 активных работали 77 человек (40 мужчин и 37 женщин), безработных было 12 (5 мужчин и 7 женщин). Среди 33 неактивных 7 человек были учениками или студентами, 16 — пенсионерами, 10 были неактивными по другим причинам.

## Достопримечательности
- Пещерная церковь Сен-Жорж. Памятник истории с 1963 года[3]
- Приходская церковь Нотр-Дам

## Фотогалерея

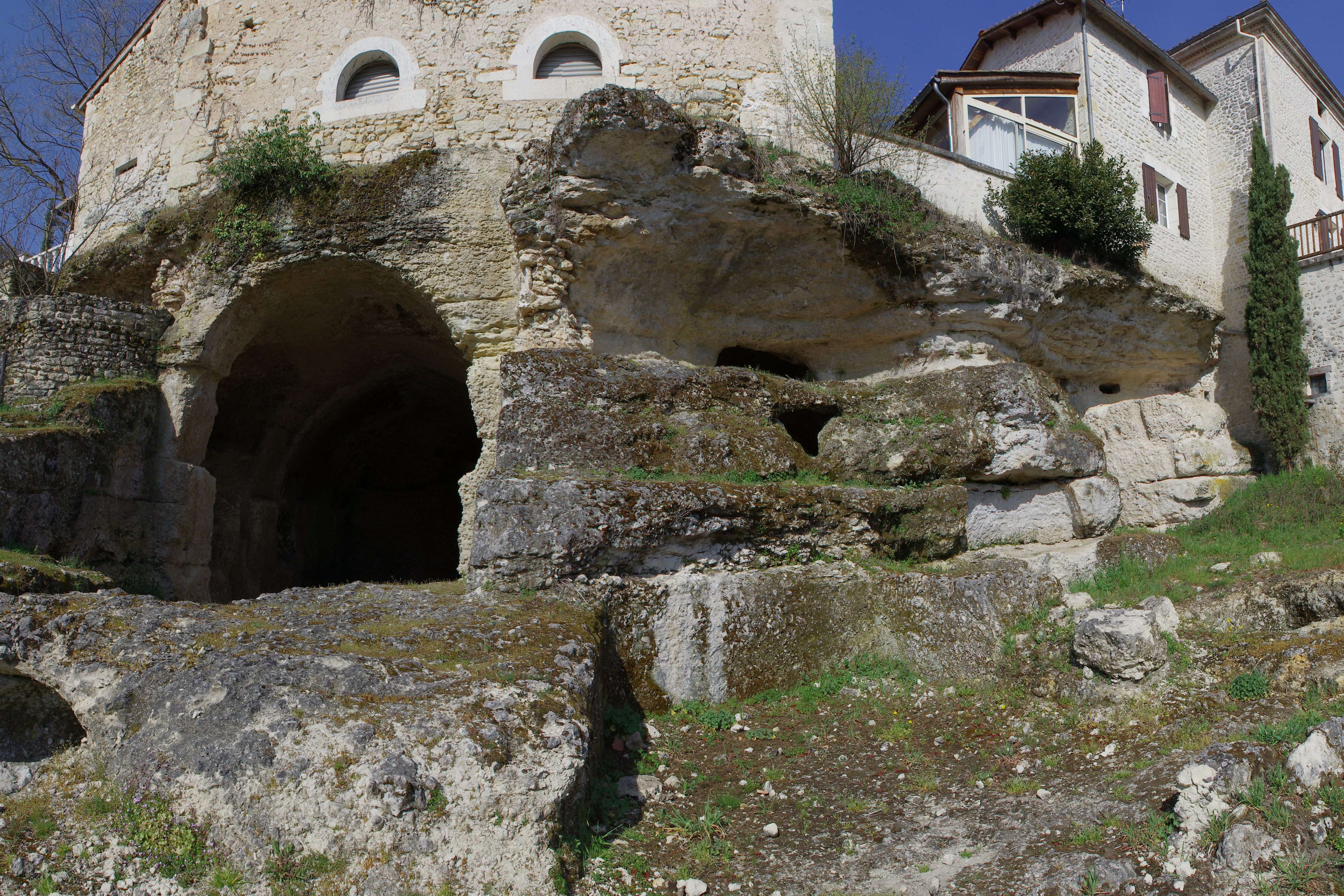
Церковь Сен-Жорж
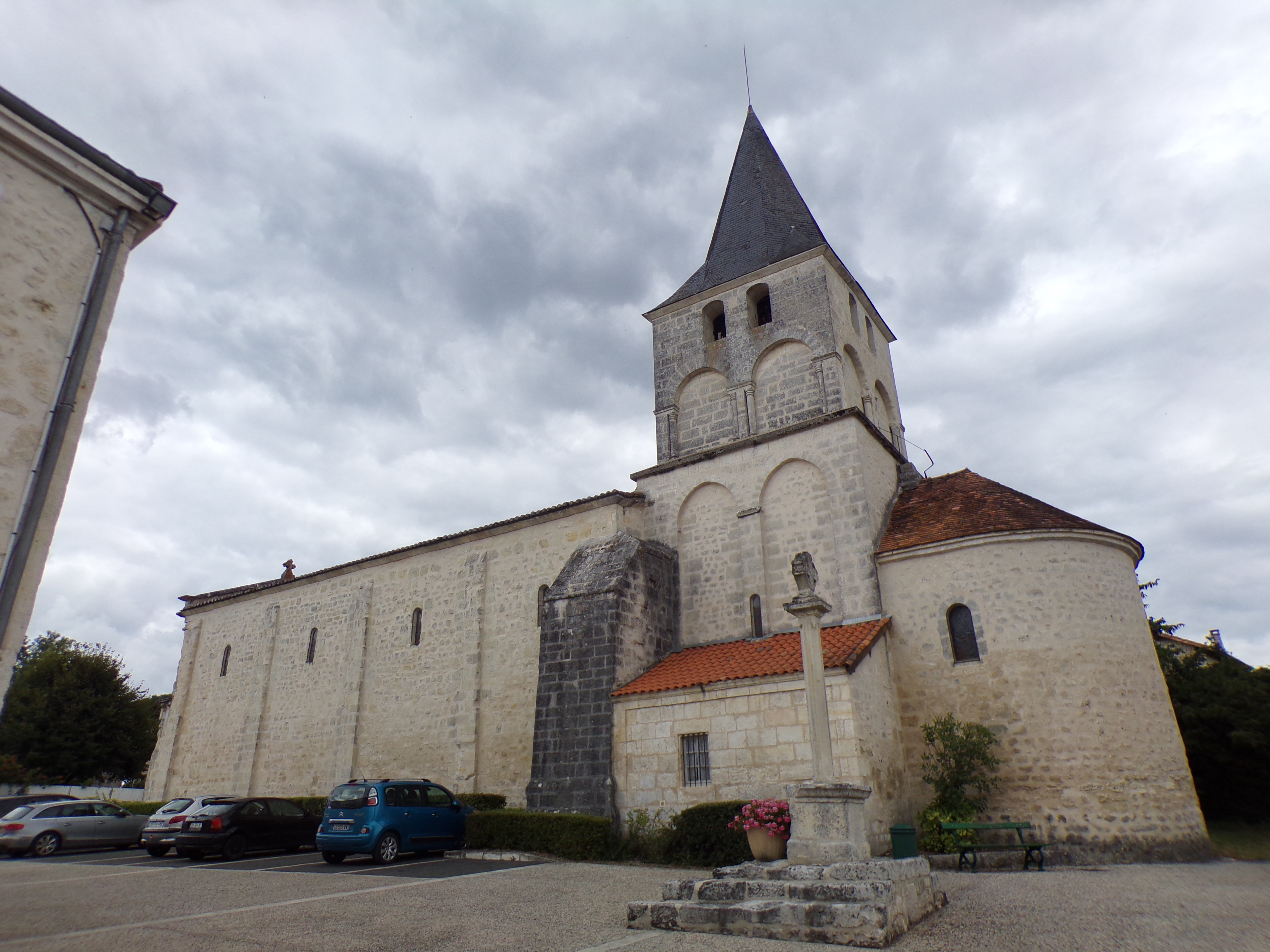
Церковь Нотр-Дам
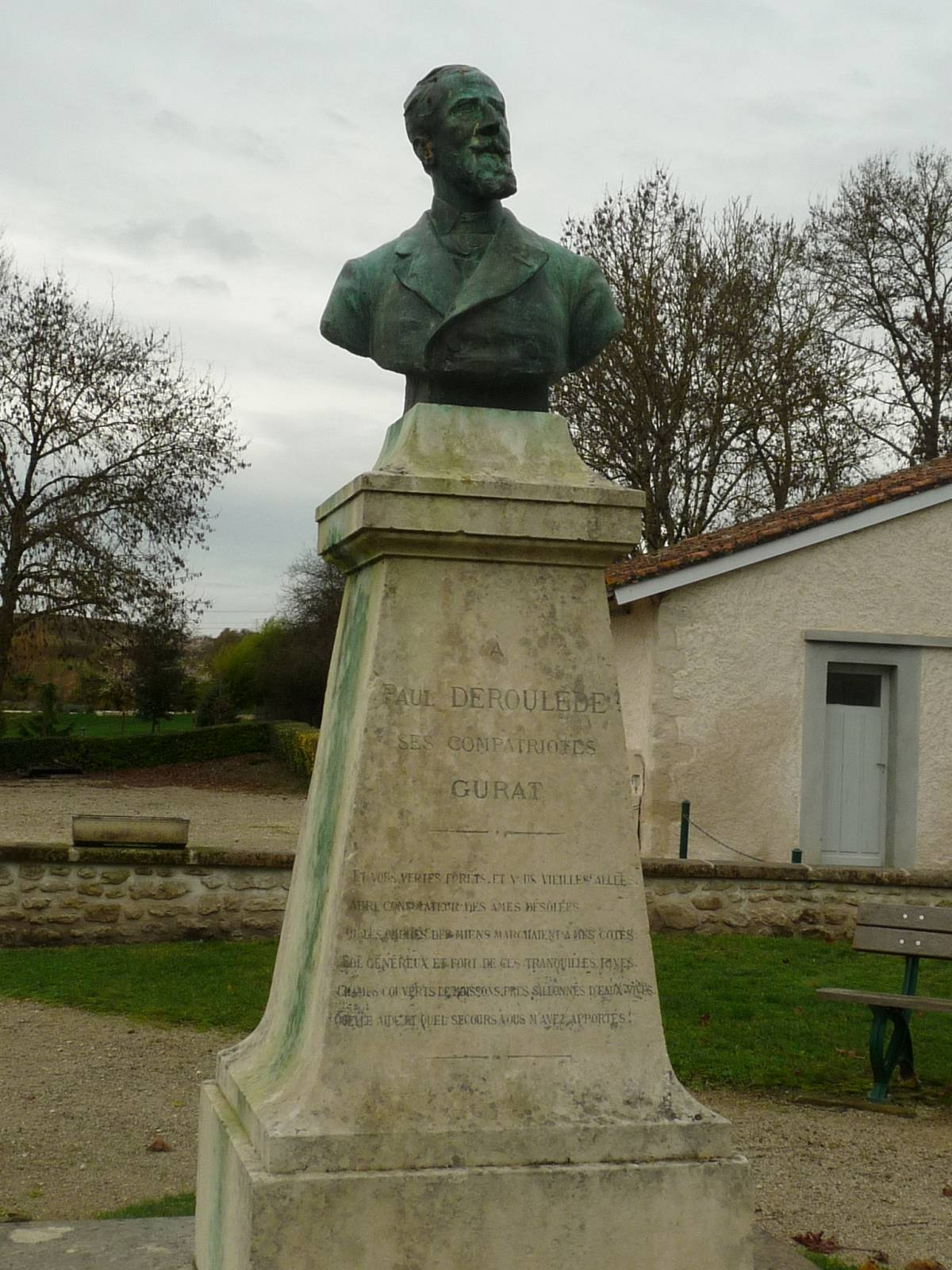
Бюст Поля Дерулед
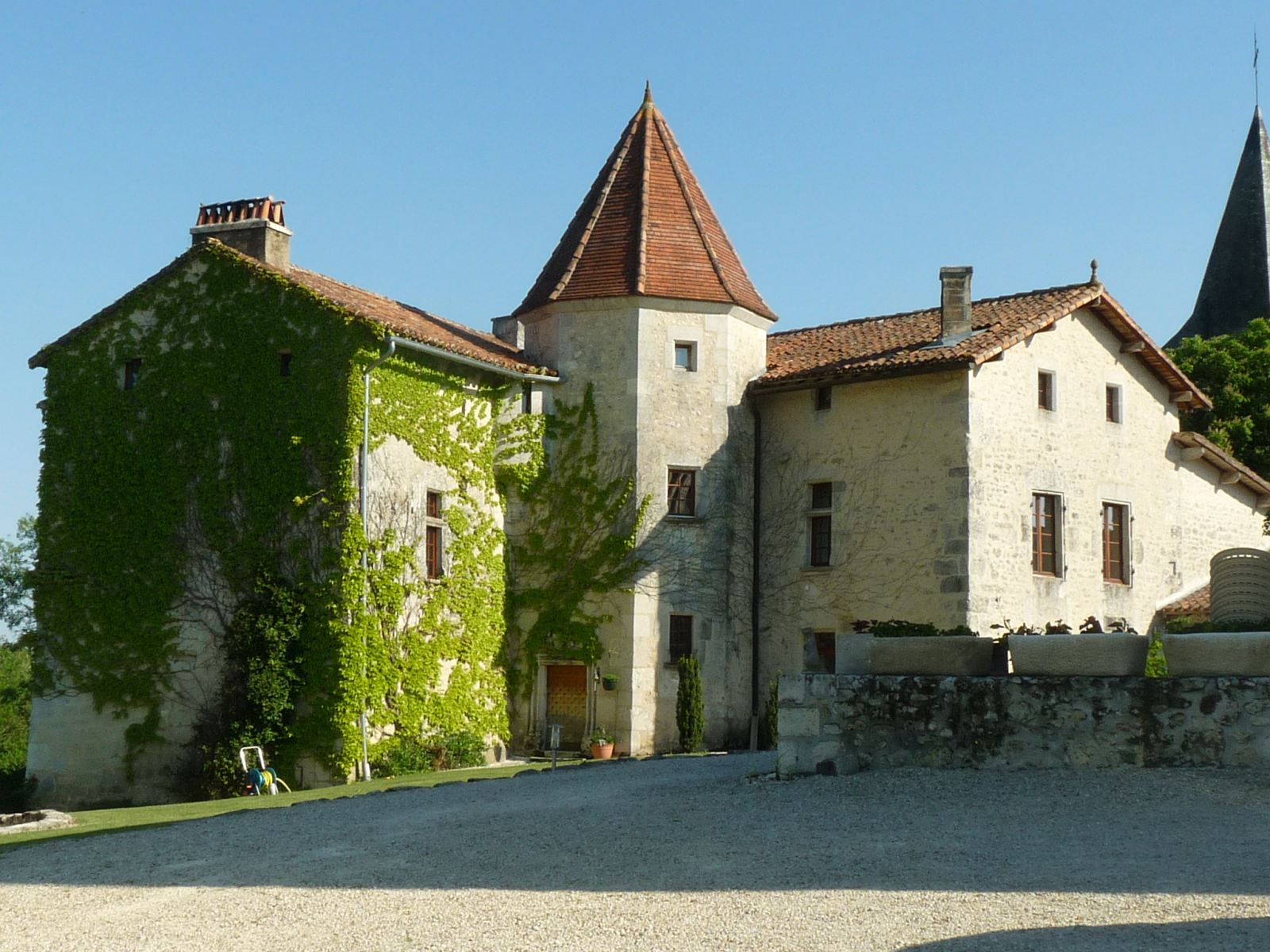
Замок
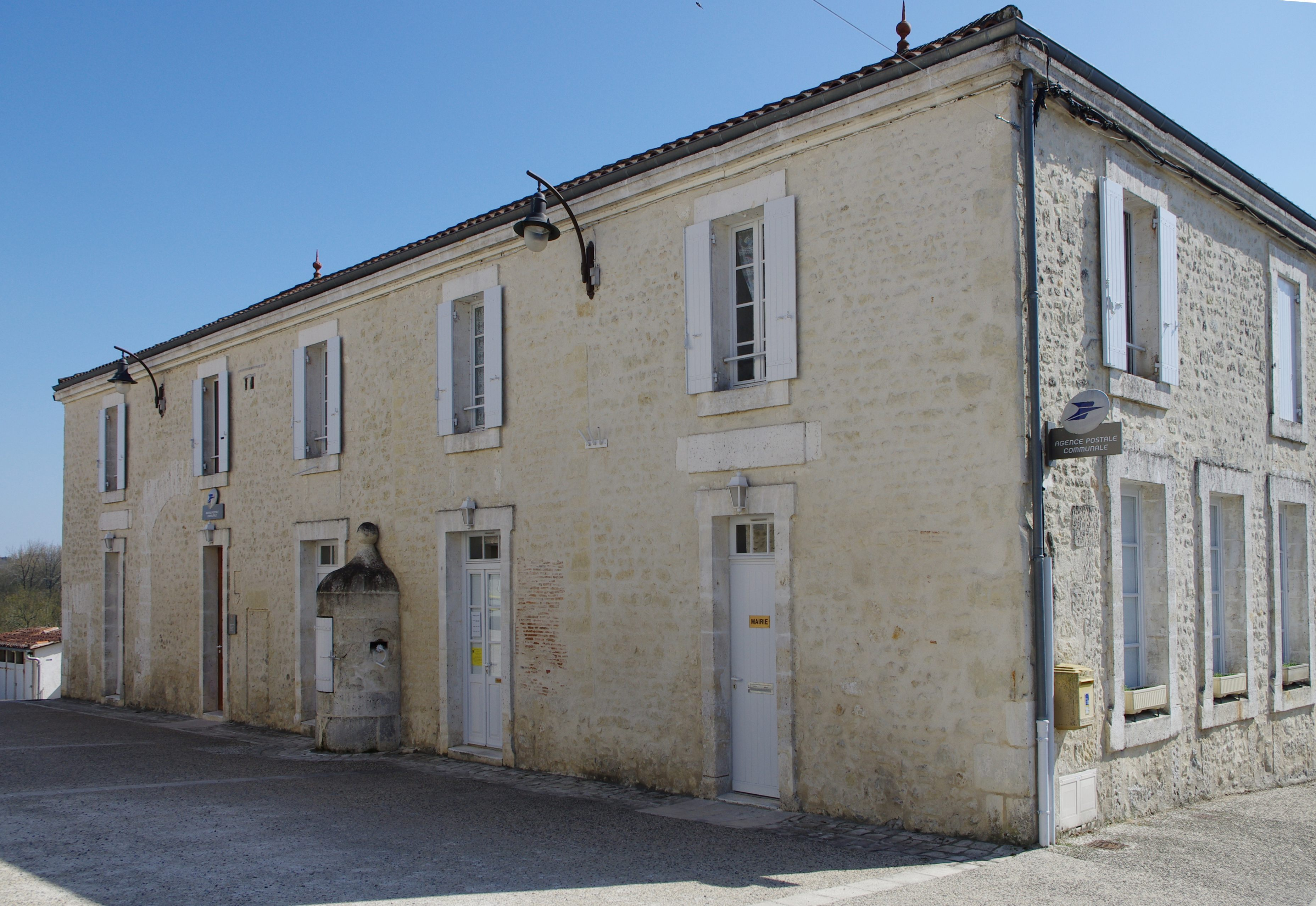
Мэрия